# Vladimir Vladislavovič Voevodskij
Vladimir Aleksandrovič Voevodskij (in russo Владимир Александрович Воеводский?; Mosca, 4 giugno 1966 – 30 settembre 2017) è stato un matematico russo, professore all'Institute for Advanced Study di Princeton.
Nel 2002 gli è stata conferita la medaglia Fields per lo sviluppo di una nuova teoria coomologica per le varietà algebriche. Partendo da un'idea di Andrej Suslin ha quindi generato la coomologia dei motivi, che si lega anche ad una teoria di Alexander Grothendieck sull'esistenza di oggetti, detti appunto "motivi", che stringono legami fra la Teoria dei numeri e la Geometria algebrica. Inoltre la teoria di Voevodskij indica l'esistenza di forti connessioni fra le varietà algebriche e le k-teorie algebriche, fornendo probabilmente una base per ulteriori studi futuri sulla coomologia.
Infatti dal suo lavoro è derivata la dimostrazione della congettura di Milnor, che per molti anni è rimasta una questione aperta nell'ambiente matematico. La medaglia Fields è stata assegnata con la seguente motivazione: «(il lavoro di Voevodskij) è caratterizzato da una abilità formidabile nel gestire idee altamente astratte e di utilizzare con facilità e flessibilità queste idee per risolvere problemi matematici alquanto concreti».